# Curt Backeberg
Curt Backeberg, né le 2 août 1894 à Lunebourg et mort le 14 janvier 1966, est un botaniste et un horticulteur allemand, spécialement connu pour sa collection et sa classification des cactées.

## Biographie
Il voyage en Amérique centrale et du sud et publie de nombreux livres sur les cactus, notamment son fameux Die Cactaceae : Handbuch der Kakteenkunde de 4 000 pages en six volumes (1958-1962) et son Kakteenlexikon, qui paraît la première fois en 1966, mis à jour après sa mort.
Il se marie avec Emmy Marks en 1919.
Backeberg a collecté et décrit de nombreuses espèces nouvelles et défini de nombreux nouveaux genres durant sa vie. Mais, en raison d'une mauvaise appréhension de l'évolution des cactus et une approche trop basée sur une distribution géographique, la plupart de ses genres ont été réorganisés ou abandonnés.
Il fut le curateur de l'ancien jardin du roi Léopold II de Belgique, Les Cèdres, à Saint-Jean-Cap-Ferrat. L'espèce Mammillaria backebergiana a été nommée en son honneur.